# Bell Biv DeVoe
Bell Biv DeVoe is een Amerikaanse R&B-groep uit Boston. De groep bestaat uit drie leden van New Edition, Ricky Bell, Michael Bivins en Ronnie DeVoe.
De band is vooral bekend om hun debuutalbum Poison uit 1990, een sleutelwerk in de new jack swing-beweging van de jaren 1990 die elementen van traditionele soul en R&B combineerde met hiphop. Twee singles van het album, "Poison" en "Do Me!", bereikten nummer 3 in de Billboard Hot 100. De groep bracht hierna nog drie albums uit, maar geen daarvan evenaarde het succes van hun debuut.

## Discografie

### Albums
- Poison (1990)
- Hootie Mack (1993)
- BBD (2001)
- Three Stripes (2017)